# The Fade Out
The Fade Out (с англ. — «Исчезновение») — ограниченная серия комиксов, которую в 2014—2016 годах издавала компания Image Comics.

## Синопсис
Действие происходит в Голливуде в 1948 году. Чарли Пэриш — сценарист, страдающий ПТСР.

### Выпуски
| №  | Дата выхода      | Оценка на Comic Book Roundup    | Предполагаемый объём продаж (первый месяц) |
| -- | ---------------- | ------------------------------- | ------------------------------------------ |
| 1  | 20 августа 2014  | 9,2 из 10 на основе 41 рецензии | 34 447, позиция в Северной Америке — 61    |
| 2  | 1 октября 2014   | 9,2 из 10 на основе 23 рецензий | 27 797, позиция в Северной Америке — 105   |
| 3  | 12 ноября 2014   | 9,1 из 10 на основе 19 рецензий | 24 584, позиция в Северной Америке — 98    |
| 4  | 7 января 2015    | 9,1 из 10 на основе 11 рецензий | 23 902, позиция в Северной Америке — 90    |
| 5  | 15 апреля 2015   | 9,1 из 10 на основе 11 рецензий | 22 303, позиция в Северной Америке — 134   |
| 6  | 20 мая 2015      | 8,9 из 10 на основе 8 рецензий  | 20 678, позиция в Северной Америке — 118   |
| 7  | 24 июня 2015     | 8 из 10 на основе 8 рецензий    | 20 191, позиция в Северной Америке — 119   |
| 8  | 5 августа 2015   | 8,1 из 10 на основе 8 рецензий  | 19 413, позиция в Северной Америке — 118   |
| 9  | 16 сентября 2015 | 8,7 из 10 на основе 9 рецензий  | 18 201, позиция в Северной Америке — 121   |
| 10 | 21 октября 2015  | 8,5 из 10 на основе 4 рецензий  | 17 582, позиция в Северной Америке — 127   |
| 11 | 25 ноября 2015   | 9,4 из 10 на основе 4 рецензий  | 16 785, позиция в Северной Америке — 135   |
| 12 | 6 января 2016    | 9,6 из 10 на основе 10 рецензий | 16 515, позиция в Северной Америке — 136   |

### Сборники
| Название                         | Тип              | Дата выхода      | Собранный материал | Кол-во страниц | ISBN                      | Предполагаемый объём продаж (первый месяц) |
| -------------------------------- | ---------------- | ---------------- | ------------------ | -------------- | ------------------------- | ------------------------------------------ |
| The Fade Out, Vol. 1             | Мягкая обложка   | 25 февраля 2015  | The Fade Out #1-4  | 120            | 9781632151711, 1632151715 | 5 239, позиция в Северной Америке — 3      |
| The Fade Out, Vol. 2             | Мягкая обложка   | 16 сентября 2015 | The Fade Out #1-8  | 120            | 9781632154477, 1632154471 | 4 373, позиция в Северной Америке — 12     |
| The Fade Out, Vol. 3             | Мягкая обложка   | 17 февраля 2016  | The Fade Out #9-12 | 128            | 9781632156297, 1632156296 | 3 342, позиция в Северной Америке — 8      |
| The Fade Out Deluxe Edition      | Твёрдый переплёт | 12 октября 2016  | The Fade Out #1-12 | 396            | 9781632159113, 1632159112 | 1 429, позиция в Северной Америке — 77     |
| The Fade Out Complete Collection | Мягкая обложка   | 14 ноября 2018   | The Fade Out #1-12 | 360            | 9781534308602, 1534308601 | 1 475, позиция в Северной Америке — 30     |

## Отзывы
На сайте Comic Book Roundup серия имеет оценку 8,9 из 10 на основе 156 рецензий. Трес Дин из IGN дал первому выпуску 9,2 балла из 10 и отмечал мрачность изображения Голливуда 1940-х годов. Грек Макэлхаттон из Comic Book Resources назвал дебют «идеальным первым выпуском». Пирс Лидон из Newsarama поставил дебюту оценку 9 из 10 и посчитал, что «Fade Out уже выглядит как ещё одна изюминка плодотворного партнёрства между Брубейкером и Филлипсом». Его коллега Эдвард Кей дал первому выпуску такую же оценку и подчеркнул, что в нём «неотразимый сюжет и захватывающий сценарий». Джошуа Ривера из Vulture включил серию в топ лучших комиксов 2015 года. Денис Варков из «Канобу» поставил серию на 40 место в топе 100 лучших комиксов и манги и посчитал её «лучшей художественной работой в американских комиксах».

### Награды и номинации
| Год  | Награда        | Категория                 | Результат | Пр.    |
| ---- | -------------- | ------------------------- | --------- | ------ |
| 2016 | Премия Айснера | Лучшая ограниченная серия | Победа    | [ 54 ] |

## Адаптации
Брубейкер получал звонки от заинтересованных лиц Голливуда по поводу адаптации комикса в самом начале его выхода. Однако он не хотел продавать права, пока серия не будет закончена. Он сделал иначе с предыдущей работой, и это повлияло на то, как он дописывал её, поскольку чувствовал бо́льшую ответственность.